# Eishockey in Stuttgart
Die Wurzeln des Eishockey in Stuttgart gehen sicher bis ins Jahr 1926 zurück. Zwischen den 1920er und den 1960er Jahren nahm der heutige Stuttgarter ERC unter verschiedenen Namen am Spielbetrieb teil, unter anderen von 1927 bis 1929 an der Finalrunde der Deutschen Meisterschaft. In den 1970ern spielte der EHC Stuttgart in der zweitklassigen Oberliga, Ende der 1980er der EV Stuttgart in der 2. Bundesliga. Seit 2023 spielt der Stuttgarter EC unter dem Namen Stuttgart Rebels in der Oberliga Süd.

## Geschichte

### Anfänge
Die erste bekannte Stuttgarter Eishockeymannschaft stellte der RSEV Stuttgart, der 1924 aus der Fusion mehrerer Rollschuh- und Eislaufvereine entstand. Der RSEV nahm 1926 am Eishockeywettbewerb der Deutschen Kampfspiele im Schwarzwald teil. Er besiegte den gastgebenden WSV Titisee mit 6:1, unterlag aber dem Deutschen Meister Berliner Schlittschuhclub mit 0:11. 1927 bis 1929 nahm eine Mannschaft (vermutlich des RSEV) unter dem Namen Hockeyclub Stuttgart jeweils an der Finalrunde um die Deutsche Meisterschaft teil.

### Wiederaufbau (1947 bis 1969)
Bei den ersten deutschen Meisterschaften nach dem Zweiten Weltkrieg 1947 kam der nun als Stuttgarter EC firmierende Verein ins Endspiel um die Süddeutsche Meisterschaft. 1948 und 1949 spielte der HC Stuttgart um den Aufstieg in die Eishockey-Oberliga. 1956 nahm der HC Stuttgart zum ersten Mal an der Württembergischen Meisterschaft teil. 1962 und 1963 unterlag der TEC Waldau in den Qualifikationsspielen zur Gruppenliga (dritthöchste Spielklasse). Dagegen rückte 1964 der Stuttgarter ERC (ehemals RSEV bzw. Stuttgarter EC) als Württembergischer Meister in die aufgestockte Gruppenliga auf. Nach zwei Jahren wurde die Mannschaft wegen Aufstellungsproblemen zurückgezogen. 1968/69 wurde der SERC erneut Meister der Landesliga Württemberg.

### EHC Stuttgart (1969 bis 1984)
Am 19. Juni 1969 wurde von Mitgliedern der Eishockeyabteilung des Stuttgarter ERC zusätzlich der Eishockeyclub Stuttgart (EHC) gegründet, 1969/70 spielten der EHC unter Trainer Werner Groß und der SERC in der Landesliga Baden-Württemberg, wo der EHC den Meistertitel erreichte. Beide Mannschaften wurden vom DEB für die zur nächsten Saison zusätzlich eingeführten Regionalliga Süd-West (neuer Name der dritten Spielklasse) zugelassen. Der EHC wurde in der Saison 1970/71 Sieger der Gruppe Mitte und Fünfter der deutschen Regionalligameisterschaft, der SERC wurde Fünfter in der Gruppe. Zur Nachfolgesaison bildeten der SERC und der EHC aus den beiden Mannschaften die SG EHC Stuttgart, die in der Aufstiegsrunde zur Oberliga Platz 4 erreichte. In derselben Saison wurde die Juniorenmannschaft des EHC baden-württembergischer Meister.
Durch den Verzicht der VER Selb konnte die Mannschaft des EHC Stuttgart 1971 in die Oberliga aufrücken, die Spielgemeinschaft wurde aufgelöst. Der ECH hielt sich in der Klasse, konnte sich 1973 aber nicht für die neue 2. Bundesliga qualifizieren. Auch 1973/74 spielte man in der Oberliga, die nun allerdings die dritthöchste Spielklasse bildete. Die Eishockeyabteilung des Stuttgarter ERC wurde 1974 nach fast 50 Jahren aufgelöst. 1975/76 wurde die Schülermannschaft des EHC baden-württembergischer Meister. In der Oberligasaison 1977/78 wurden die ersten Heimspiele im Eisstadion in Esslingen am Neckar absolviert, erst im Dezember wurde wegen der im Sommer 1977 begonnenen Überdachung des Eisstadions auf der Waldau wieder das erste Punktspiel daheim ausgeführt. Bis zur Saison 1983/84 nahm der EHC weiterhin am Spielbetrieb teil – die meiste Zeit in der Oberliga.

### EV Stuttgart und EC Stuttgart (1984 bis 1997)
1984/85 nahm der EV Stuttgart den Platz des EHC in der Oberliga ein. 1987 wurde der EVS Meister der Oberliga Mitte und qualifizierte sich für die 2. Bundesliga. Dort verblieb er, bis er in der Saison 1990/91 nach dem 22. Spieltag den Spielbetrieb einstellen musste.
Die Nachfolge übernahm der EC Stuttgart, der noch in der Saison 1990/91 in die Qualifikationsrunde zur Baden-Württembergliga (5. Liga) einstieg. Der ECS wurde 1992 Meister der Baden-Württembergliga, verzichtete aber auf die Qualifikationsrunde zur Regionalliga. 1994 wurde der ECS erneut Meister der Baden-Württembergliga und sicherte in der Qualifikationsrunde. Nach einer grundlegenden Ligenreform startete man 1994 dann in der 2. Liga Süd, der dritthöchsten Spielklasse. In dieser Spielklasse blieb die Mannschaft bis der Spielbetrieb nach der Hauptrunde der Saison 1996/97 eingestellt werden musste.

### Stuttgarter EC (seit 1997)
Als Nachfolger für den EC Stuttgart wurde 1997 der Stuttgarter Eishockey-Club (EC) gegründet.

#### Stuttgart Wizards
Im Jahr 2000 wurde für die erste Seniorenmannschaft des SEC die Stuttgart Wizards Eishockey GmbH gegründet. 2001 wurde die Mannschaft Meister der Baden-Württembergliga, scheiterte in der Aufstiegsrunde nur auf Grund des direkten Vergleichs am Höchstadter EC. 2001/02 belegte die Mannschaft hinter dem EC Atlantis Ulm/Neu-Ulm den zweiten Platz der Baden-Württemberg-Liga. 2002/03 gelang dann der anvisierte Aufstieg in die Oberliga (dritthöchste Spielklasse). Den Spielbetrieb der ersten Mannschaft übernahm dort die Wizards GmbH.
Die Lizenz für die Saison 2005/06 wurde erst im letzten Moment erteilt, so dass zu Saisonbeginn nur wenige Spieler verpflichtet waren. Nach der Spielbetriebseinstellung der Bayreuth Tigers konnte der Kader zwar verstärkt werden, trotzdem landeten die Wizards mit vier Punkten abgeschlagen auf dem letzten Platz. In der Abstiegsrunde lief es besser, der Abstieg in die geplante neue Regionalliga Süd konnte aber nicht abgewendet werden. Die Wizards GmbH stellte Insolvenzantrag. Die Regionalliga Süd kam dann nicht zustande, die Voraussetzungen für die Teilnahme an der Oberliga 2006/07 konnten jedoch nicht mehr rechtzeitig erfüllt werden.

#### Stuttgart Rebels
Im Sommer 2006 schloss der Stuttgarter EC einen Kooperationsvertrag mit dem Zweitligisten SC Bietigheim-Bissingen. Die bisherige Mannschaft des Stuttgart EC spielte ab 2006/07 als 1b-Mannschaft des SC Bietigheim unter dem Namen Stuttgart Rebels in Stuttgart in der Baden-Württembergliga. Die Mannschaft wurde durch Nachwuchsspielern des SC Bietigheim verstärkt. Ab der Saison 2007/08 spielte zusätzlich eine eigenständige Seniorenmannschaft des Stuttgarter EC in der Landesliga.
Zur Saison 2009/10 wurde die Kooperation zwischen dem Stuttgarter EC und dem SC Bietigheim beendet. Die bisherigen Kooperationsmannschaft spielte wieder unter dem Namen Bietigheim Steelers 1b, die Seniorenmannschaft des Stuttgarter EC startete als Meister der Landesliga Baden-Württemberg 2009 in der nun Regionalliga Südwest genannten Liga und übernahm den Namen Stuttgart Rebels. In der Saison 2009/10 wurden die Rebels Meister des Regionalliga, verzichteten aber schon vor der Saison 2009/10 auf den Aufstieg in die Oberliga. In der Saison 2010/11 wurden die Rebels erneut Meister, trotz einer von Seiten des DEB gewährten Fristverlängerung wurde erneut auf den Aufstieg in die Oberliga verzichtet. Seitdem spielte die Mannschaft in der Regionalliga. 2023 stieg sie in die Oberliga Süd auf.

## Spielstätten
Das Eisstadion des Stuttgarter EC liegt im Sportzentrum auf der Waldau im Stadtbezirk Stuttgart-Degerloch. Das Eissportzentrum auf der Waldau wurde 1961 durch den TEC Waldau als Freiluftbahn gebaut und am 6. Dezember 1962 wurde sie von der Stadt Stuttgart übernommen.
Im Jahr 1977 wurde sie überdacht, 2011 wurde sie umfangreich saniert und fasst aktuell 1750 Zuschauer.

## Größte Erfolge
EV Stuttgart:

• 1987 Deutscher Oberligameister und Aufstieg in die 2. Bundesliga

EC Stuttgart:

• 1994 Aufstieg in die 2. Liga Süd (3. Liga)
Stuttgarter EC:

2023 Aufstieg in die Oberliga Süd
- 2023 Finale Regionalliga Südwest
- 2022 Finale Regionalliga Südwest
- 2011 Meister Regionalliga Südwest
- 2010 Meister Regionalliga Südwest
- 2009 Meister Landesliga Baden-Württemberg
- 2008 Vizemeister Landesliga Baden-Württemberg[4]

## Bekannte Spieler
- Karel Lang – Torhüter
- Dave Morrison – Stürmer
- Christian Seeberger – Verteidiger
- Frank Petrozza – Stürmer
- Jens Martens – Stürmer
- John Samanski – Stürmer
- Sven Zywitza – Stürmer
- Ladislav Svozil – Stürmer
- Jaroslav Maly – Verteidiger

## Trainer

### Stuttgarter EC / Stuttgart Rebels
- seit – 2021 Christopher Mauch + Jakob Vostarek
- 2019–2021 Christopher Mauch
- 2019–2019 Heiko Vogler
- 2017–2019 Pavol Jancovic
- 2015–2017 Philipp Hodul
- 2009–2015 Pavol Jancovic
- 2007–2009 Dany Held
- 2006–2007 Guido Holzmann, Corrado Micalef, Steve Perreault

### Stuttgart Wizards
- 2005–2006 Wilbert Duszenko
- 2005      Roger Weißschuh
- 2003–2005 Wilbert Duszenko

### EC Stuttgart
- 1995–1997 Wilbert Duszenko
- 1994–1995 Mark Elwood dann Toni Waldmann dann Vaclav Niesner
- 1993–94 Vaclav Niesner
- 1991–93 Karel Kostka
- 1989–? Wiktor Pysz

### EV Stuttgart
- 1989–1991 Jaroslav Jiřík
- 1988–1989 Toni Waldmann dann Wiktor Pysz
- 1987–1988 Jarsolav Maly / Jaromir Frycer
- 1986–1987 Jarsolav Maly